# Gloet (sjö i Finland)
Gloet är en sjö i Finland.   Den ligger i landskapet Nyland, i den södra delen av landet, 100 km väster om huvudstaden Helsingfors. Gloet ligger 24 meter över havet. I omgivningarna runt Gloet växer i huvudsak barrskog.